# Hashem Kolahi
Hashem Kolahi (en persa: هاشم کلاهی‎; Irán; 22 de abril de 1956 – 13 de noviembre de 2024) fue un luchador iraní especialista en lucha grecorromana.

## Carrera
Participó en los Juegos Olímpicos de Montreal 1976 en la categoría de +90kg donde perdió en la primera ronda ante Frank Andersson de Suecia 9-25.